# ヘルマン・ケーヴェス
ヘルマン・ケーヴェス (Hermann Kövess von Kövessháza, ケヴェッシュハーザ男爵ケヴェッシュ・ヘルマン（ハンガリー語: Kövessházi Kövess Hermann báró; 1854年3月30日 - 1924年9月22日）は、オーストリア＝ハンガリー帝国の軍人。最終階級は陸軍元帥。

## 生涯
トランシルバニア（バナート）地方のティミショアラで士官の家庭の息子として生まれる。父 Albin Kövess はザラ出身のハンガリー人、母 Johanna Regina Sterzing はドイツ系トランシルヴァニア・ザクセン人の家系であったが、宗教はカトリックではなくプロテスタントだった。陸軍士官学校を出て父と同じく士官の道を進む。1882年のダルマチア地方で起こった兵士の反乱鎮圧に参加。これにより受勲するが、この頃から皇帝フランツ・ヨーゼフ1世に目をかけられ、1898年には皇帝の推挙により連隊長になっている。
オーストリア＝ハンガリー帝国は旧来の貴族による支配階級を依然強く残したままで、それは軍部でも同じであった。オーストリアの支配階級はカトリック勢力であるから、この点でも非カトリックの彼の任官、それも早い昇進は異例であったが、1912年にプロテスタント改宗への騒動にたまたま居合わせた彼は巻き込まれ、トランシルバニア総督が彼を告発・上奏するスキャンダルに発展する。この時は彼に目をかけていて好意的だった皇帝のおかげで、軍団長にまで昇進した職位を追われることはなかったが、間もなく第一次大戦が開戦しても、彼はその職位のまま、第12軍団を率いることになる。
第12軍団はエードゥアルト・フォン・ベーム＝エルモッリの第2軍に属し、ブコヴィナ方面のロシア第8軍と対峙するが、友軍の第3軍が、味方が来るまで敵を引きつけつつ待機するような連携を図ることなく、劣勢のまま拙劣な攻勢に出て敗走し、第2軍もなし崩しに応戦して結局敗退する。この一連の敗北はガリツィア方面のオーストリア軍全体の敗北につながる。

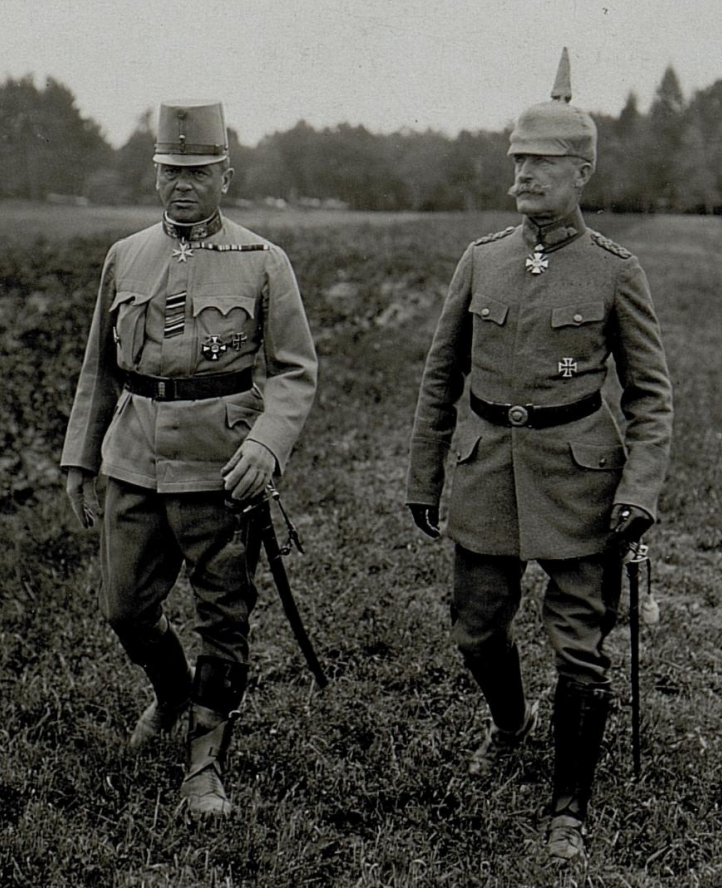
ヘルマン・ケーヴェス元帥（左）とマッケンゼン（右）

1915年ケーヴェスを指揮官とする軍が新たに編成され、アウグスト・フォン・マッケンゼンらドイツ軍によるゴルリッツへの大攻勢に加わる。怒濤の進撃は9月まで続き、続いてマッケンゼンがセルビア攻略の任命を受けると、ケーヴェスも同じくバルカン戦線に転戦し、セルビア占領・モンテネグロ攻略・アルバニアに侵入し当時の首都ドゥラスを占領する。旧態を引きずったオーストリア軍首脳部の指揮下よりも、ドイツ軍と行動をともにした方が、彼にはより活躍しやすかったのかもしれない。
1916年、前年よりイタリア王国と交戦状態になっていたオーストリアは、チロル方面からの攻勢を計画し、ケーヴェスとダンクルの軍を配置し、国境東側で陽動作戦を行ってから攻勢に出る。
ドイツ軍のヴェルダンの戦いと時を同じくして、攻勢は順調に進んでいたが、応戦に苦しむフランスとイタリアはロシア帝国に東部戦線での攻勢を要請し、応える形でブルシーロフ攻勢が開始される。これによりオーストリアの東部戦線は新戦術に迅速に対応できず崩壊し、チロルの南下攻勢は中止され、ケーヴェスの軍団は東部戦線に引き抜かれる。それでもロシア軍の勢いを止めることはできず、ケーヴェスの軍はカルパチア山脈まで退く。オーストリアは連合国の策に完全にはまってしまい、何も得るところなく大損害だけを出す結果に終わった。また、ドイツ軍もヴェルダン攻勢を中止せざるを得なくなった。
10月、東部戦線の第7軍の司令官プフランツァー・バルティンが更迭される。先の攻勢の被害で相当数消耗したオーストリア軍にはドイツ軍兵士が多く補充されるようになり、背景にはドイツ兵とこの司令官が対立関係にあった事が大きく、後任にケーヴェスが任命される。帝国と王家に忠実な前司令官よりも、ケーヴェスの方がドイツ兵と相性がいいと判断されたからかもしれない。
年を越してロシア革命が起こると、ケーヴェスはブコヴィナ地方の奪還を企て、これに成功する。この功によりケーヴェスは元帥に昇格する。その後ロシアは戦線を離脱し、オーストリアは部分的に勝利を得るが、前途は明るくなく、フランスとの休戦交渉は不調に終わり、1918年ケーヴェスが配属されたバルカン戦線も終結の見通しは立たず、それどころかギリシャ駐軍のフランス軍がブルガリアを攻撃すると、ブルガリアは瞬く間に降伏・脱落し、事態は一気に暗転する。
ケーヴェスは戦線を引き下げ立て直すための準備中、皇帝カールからの退位の知らせを受ける。同時にその知らせで国防総司令官に任命され、南ドイツに移りそこに本部を構えるが、動員できる自軍は敵国軍に捕捉されてほぼ消滅状態で、帝国は内部の分離独立運動の湧き上がりを抑えるすべはなく、ハプスブルク帝国は事実上解体していた。
同盟国側が全面降伏の翌月12月に、ようやく総司令官の地位を退任。その後ハンガリー革命でレーテ政権が成立した際に反革命側から総司令官として打診があったが、これを固辞している。ウィーンで死去。